# Ali Kichou
Ali Kichou né en 1959 à Ighil Ali dans la Wilaya de Béjaïa, est artiste-peintre, sculpteur et photographe algérien, il a résidé en Italie durant 14 ans  et vit à Montréal. Il a été également restaurateur d’œuvres d'art en Italie. Il a exposé plus de 80 fois.

## Biographie
Il est né en 1959, à Ighil Ali dans la Wilaya de Béjaïa. Sa compagne, Hadjira Preure, artiste peintre également et le  Musée national des beaux-arts d'Alger possède ses œuvres.
Il s'inscrit en 1978 à Alger pour des études artistiques, puis en 1983 à Rome. Il est diplômé de l'École supérieure des beaux-arts d'Alger ainsi que de l'Académie des beaux-arts de Rome. Il a également exercé comme restaurateur d’œuvres d'art en Italie.
En 2003, il a réalisé à Montréal un film documentaire dont le titre est Ammedah .

## Style
Dans son univers plastique, il a créé des installations esthétiques intégrant une dimension sonore, proches de l'ambiance théâtrale ou du spectacle vivant, auxquelles il ajoute  des costumes et des  accessoires. Il a cherché à atteindre l'universel en puisant dans les sources culturelles des peuples. Ses œuvres souvent en relief, s'appuient sur un mode d'expression ancestral. Il a rejoint le groupe Traits en mouvement. Son inspiration provient de l'art primitif, des maisons kabyles d'Algérie, des masques africains ainsi que des signes et des tapis berbères.
« Le travail de Kichou est plus porté vers les installations que vers la peinture ; il développe l'idée de migration, de transit et d'éloignement, leur conférant une valeur intensément scénographique et théâtrale », observe Martina Corgnati ».

## Expositions
Ali Kichou compte à son actif plus de quatre-vingts expositions.

### Expositions personnelles
Ses expositions personnelles incluent Alger et Rome en 1987, ainsi que Montréal en 2002.

### Expositions Collectives

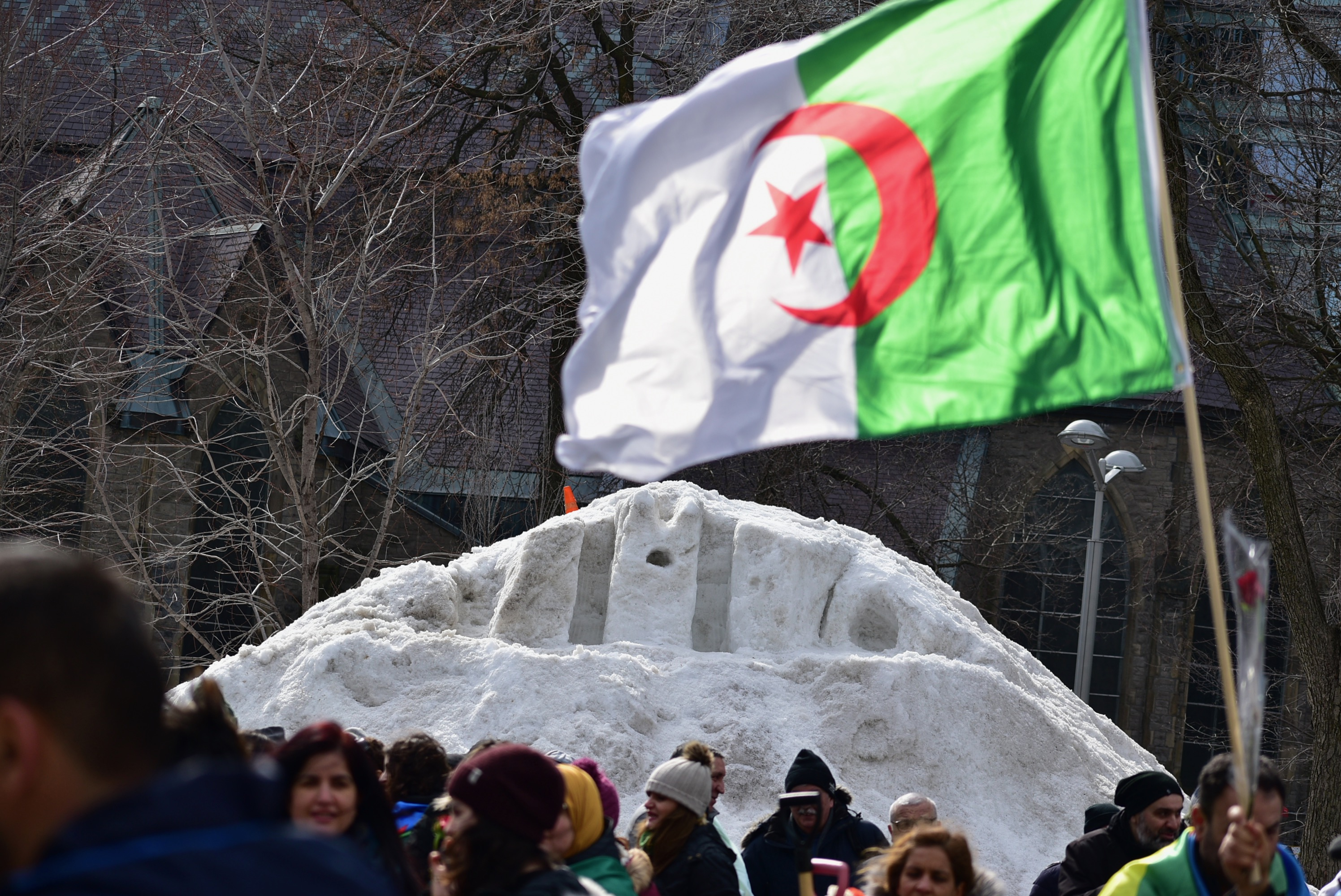
Œuvre de Ali Kichou, Montréal, durant les manifestations d'Algériens

- Alger en 1981, en 1987, en 1988[1]. En 2008[1], Ali Kichou expose avec d'autres artistes peintres comme Abdelkhader Houamel, Brahim Achir, Valerio de Fillipis , Moses Levy, Hadjira Preure, etc., à la salle Baya au Palais de la culture Moufdi Zakaria[4].
- Rome 1991[6].
- Bruxelles en 1993[1].
- Montréal en 1998 et en 2003[1]. En 2011, exposition collective, Ali Kichou fut un des organisateurs de l'exposition, à la Maison de la Culture Côte des Neiges, dont le titre est  L’écorché vif, pour honorer la mémoire de l’artiste M'hamed Issiakhem, durant le 3e Printemps culturel nord Africain à Montréal[7],[8].
- Tunis en 2009[1].
- Rabat en 2009[1].
- Boston en 2010[1]. Il  expose, à la galerie McCoy de Merrimack College, parmi ses œuvres Dhagui (ici en langue kabyle) et également un portrait original de Taos Amrouche[9].
- Montréal en 2019, entre le mois de mai et juin, à la Maison de la Culture Côte des Neiges, il expose pour souligner l'œuvre multiple de l'artiste peintre M’hamed Issiakhem, sous le thème: empruntes et mémoires d’identités multiples[10].
- Montréal, une fresque, à Place Canada, lors de manifestation de la diaspora algérienne en 2019, c'est une toile qui représente l’emblème national algérien, les manifestants posent leurs mains peinturées sur la toile[11].

## Œuvres dans les collections publiques
Ses œuvres se trouvent au Musée  d'art de Gibellina en Sicile, dans les musées d'art d'Algérie et de Hongrie,.
Également le  Musée canadien des civilisations  possède ses œuvres à Ottawa dont le titre est La vache des orphelins, en 2000.

## Prix et distinctions
Il a reçu le prix de la photo Pirugia en 1982, ensuite le prix Lion de Monza durant l'année 1985  en Italie et le prix de la gravure Brissighicca en 1986.